# 4185 Phystech
4185 Phystech (1975 ED) là một tiểu hành tinh vành đai chính được phát hiện ngày 4 tháng 3 năm 1975 bởi T. M. Smirnova ở Nauchnyj. 